# Ginchy
Ginchy – miejscowość i gmina we Francji, w regionie Hauts-de-France, w departamencie Somma.
Według danych na rok 2011 gminę zamieszkiwało 66 osób, a gęstość zaludnienia wynosiła 11 osób/km² (wśród 2293 gmin Pikardii Ginchy plasuje się na 937. miejscu pod względem liczby ludności, natomiast pod względem powierzchni na miejscu 784.).